# Kyle Smith
Kyle Smith (16 de septiembre de 1991, Huddersfield, Inglaterra es un piloto de motociclismo que participará esta temporada 2015 con el Pata Honda Team en el Mundial de Supersports (FIM World Superbikes).
Smith sustituirá al pasado campeón de World Supersport Van Der Mark y tendrá a su disposición la espectacular Honda CBR600RR.
Smith es un piloto muy joven, tan solo 32 años, pero tiene mucha experiencia y ha sido uno de los pilotos más representativos en nuestro nacional de velocidad, pasando por 125GP, moto2 y Superbikes.
La última temporada 2014 disputó el FIM Superstock 1000 en el padock de Superbikes con el equipo Agro-on WILSPort Racedays Honda sobre la Honda CBR1000 RR Fireblade.

## Trayectoria
Empezó destacando en España desde niño en categoría motocross. Con 12 años fue campeón de Valencia en 80cc. Después corrió en 2007 en 125cc en el Torneo Bancaja y en el Campeonato de España de 125cc con el equipo Team Aspar. En 2009 se adjudicó 3 victorias en la Kawasaki Ninja Cup, y en 2010 pasó a competir en Extreme del CEV, llegando conseguir una victoria en 2012 y quedando subcampeón de la competición.

En 2013 da el salto al mundial de motociclismo fichando por Blusens Avintia en Moto2, teniendo como compañero de equipo a Toni Elías.
En el año 2014 debutó de la mano de Agro-on Wil Racedays Honda en la categoría FIM Superstock1000 Cup donde realizó una gran temporada y consiguió hacer dos podios en Aragón y Jerez, y acabó la temporada en la P8 de la general.

## Curiosidades
- Se trasladó a España con su familia cuando tenía 7 años.

## Estadísticas

### Campeonato Munidial de Motociclismo

#### Por temporada
| Temp. | Cat.  | Moto  | Equipo          | Carreras | Victorias | Podios | Poles | V.Ráp. | Pts | Pos |
| ----- | ----- | ----- | --------------- | -------- | --------- | ------ | ----- | ------ | --- | --- |
| 2013  | Moto2 | Kalex | Blusens Avintia | 9        | 0         | 0      | 0     | 0      | 0   | NC  |
| Total | Total | Total | Total           | 9        | 0         | 0      | 0     | 0      | 0   |     |

#### Carreras por año
(Carreras en Negro indican pole position, Carreras en italics indican vuelta rápida)
| Año  | Clase | Moto  | 1      | 2      | 3       | 4       | 5      | 6      | 7       | 8       | 9       | 10  | 11  | 12  | 13  | 14  | 15  | 16  | 17  | Pos. | Pts |
| ---- | ----- | ----- | ------ | ------ | ------- | ------- | ------ | ------ | ------- | ------- | ------- | --- | --- | --- | --- | --- | --- | --- | --- | ---- | --- |
| 2013 | Moto2 | Kalex | QAT 21 | AME 20 | SPA Ret | FRA Ret | ITA 20 | CAT 17 | NED Ret | GER Ret | IND Ret | CZE | GBR | RSM | ARA | MAL | AUS | JPN | VAL | NC   | 0   |

### Campeonato Mundial de Supersport

#### Carreras por Año
(Carreras en negro indican pole position, carreras en italics indican vuelta rápida)
| Año  | Moto     | 1       | 2       | 3      | 4       | 5      | 6       | 7      | 8       | 9       | 10    | 11      | 12      | Pos. | Pts |
| ---- | -------- | ------- | ------- | ------ | ------- | ------ | ------- | ------ | ------- | ------- | ----- | ------- | ------- | ---- | --- |
| 2015 | Honda    | AUS 4   | THA Ret | SPA 3  | NED 3   | ITA 15 | GBR Ret | POR 6  | ITA Ret | MAL 5   | SPA 4 | FRA 5   | QAT 1   | 5.º  | 116 |
| 2016 | Honda    | AUS Ret | THA 5   | SPA 11 | NED 1   | ITA 10 | MAL 5   | GBR 6  | ITA Ret | GER 9   | FRA 7 | SPA 3   | QAT 1   | 5.º  | 125 |
| 2017 | Honda    | AUS Ret | THA DSQ | SPA 16 | NED 11  | ITA 5  | GBR 8   | ITA 5  | GER 7   | POR Ret | FRA 9 | SPA Ret | QAT 10  | 9.º  | 57  |
| 2018 | Honda    | AUS 8   | THA Ret | SPA 5  | NED Ret | ITA 24 | GBR 13  | CZE 8  | ITA 7   | POR 3   | FRA 8 | ARG 7   | QAT Ret | 8.º  | 72  |
| 2019 | Kawasaki | AUS     | THA     | SPA 9  | NED Ret | ITA 13 | SPA Ret | ITA 19 | GBR Ret | POR Ret | FRA 9 | ARG 9   | QAT 9   | 15.º | 31  |

| Año  | Moto   | 1      | 1      | 2      | 2     | 3      | 3     | 4   | 4   | 5   | 5   | 6     | 6       | 7       | 7     | 8   | 8   | 9   | 9   | 10  | 10  | 11  | 11  | 12  | 12  | Pos.  | Pts |
| Año  | Moto   | R1     | R2     | R1     | R2    | R1     | R2    | R1  | R2  | R1  | R2  | R1    | R2      | R1      | R2    | R1  | R2  | R1  | R2  | R1  | R2  | R1  | R2  | R1  | R2  | Pos.  | Pts |
| ---- | ------ | ------ | ------ | ------ | ----- | ------ | ----- | --- | --- | --- | --- | ----- | ------- | ------- | ----- | --- | --- | --- | --- | --- | --- | --- | --- | --- | --- | ----- | --- |
| 2020 | Yamaha | AUS    |        | SPA    | SPA   | POR    | POR   | SPA | SPA | SPA | SPA | SPA 3 | SPA Ret | FRA Ret | FRA 2 | POR | POR |     |     |     |     |     |     |     |     | 15.º  | 36  |
| 2022 | Yamaha | SPA 20 | SPA 20 | NED 16 | NED 8 | POR 11 | POR 2 | ITA | ITA | GBR | GBR | CZE   | CZE     | FRA     | FRA   | SPA | SPA | POR | POR | ARG | ARG | INA | INA | AUS | AUS | 11.º* | 33* |

 * Temporada en curso.